# Cascadia (Spiel)
Cascadia ist ein Legespiel, das der US-amerikanische Spieleautor Randy Flynn gemeinsam mit dem Verlag Flatout Games entwickelt hat. Die Illustrationen sind von Beth Sobel. Cascadia erschien erstmals 2020 als „Print and Play“-Edition, die mittels einer Kickstarter-Kampagne finanziert wurde, genauso wie die 2021 erschienene Erstausgabe. 2022 erschien bei Kosmos die deutschsprachige Ausgabe. Das Spiel wurde nach der gleichnamigen Region Cascadia benannt, welche im pazifischen Nordwesten von Nordamerika liegt. Es ist für 2 bis 4 Personen ab 10 Jahren geeignet und dauert pro Runde etwa 30 bis 60 Minuten.
Neben weiteren Preisen wurde das Spiel 2022 als Spiel des Jahres ausgezeichnet und belegte bei der Wahl zum Deutschen Spielepreis den zweiten Platz nach Arche Nova. Zudem wurde es 2022 mit dem International Gamers Award in der Kategorie „Solo“ und dem Niederländischen Spielepreis ausgezeichnet.

## Thema des Spiels und Ausstattung
In Cascadia erstellt jede mitspielende Person durch das Zusammenfügen verschiedener Plättchen ein eigenes Ökosystem. Dafür gibt es Regeln. Durch die optimale Kombination der fünf Wildnistypen (Gebirge, Wald, Prärie, Feuchtgebiet, Fluss) und der fünf Tierarten (Bär, Fuchs, Lachs, Bussard, Hirsch) entsteht eine individuelle Landschaft. Durch den Einsatz der Joker (Zapfensymbole) kann die Zufälligkeit der vorhandenen Kärtchen pro Runde beeinflusst werden.
Die Punktevergabe für die gelegten Landschaften der zwei bis fünf Mitspielenden erfolgt je nach Anordnung von Landschaftsflächen und Tierarten. Schon für die Anordnung der Tierarten gibt es unterschiedliche Wertungskarten, die vor jeder neuen Runde ausgetauscht werden können und so die angestrebten Landschaftsform beeinflussen.
Die Ausstattung des Spiels enthält folgende Komponenten:
- 5 Startlandschaften

- 85 Wildnisplättchen, davon 25 mit Zapfensymbol
- 100 mit den 5 Tierarten bedruckte Holzscheiben
- 25 Zapfen
- 21 Wertungskarten

- 1 Stoffbeutel (für die Tierplättchen)
- 1 Wertungsblock

Die Wildnisplättchen zeigen in klaren Farben die verschiedenen stilisierten Landschaften, sowie in gleicher Abbildung wie auf den Holzplättchen die Tierarten, von denen eines je Plättchen gelegt werden darf. Die Tierarten werden auf runden farbigen Holzplättchen mit realistischem Umriss dargestellt. Auf den entsprechenden Wertungskarten sind Fotos der jeweiligen Tiere abgebildet.

## Ablauf des Spiels
Zu Beginn des Spiels erhalten alle jeweils ein Startplättchen, welches aus drei zusammenhängenden Wildnisplättchen besteht. Die Wildnisplättchen liegen verdeckt, die Tierplättchen befinden sich zum zufälligen Ziehen in einem Stoffbeutel. So werden vier zufällige Kombinationen aus jeweils einem Wildnisplättchen und einem Tier ausgelegt.
Als erstes wird reihum eine der Kombinationen ausgewählt, die dann jeweils an die eigene Landschaft angelegt wird. Hierbei ist es egal, ob zuerst das Tier oder zuerst das Wildnisplättchen gelegt wird. Die Kombinationen müssen so genommen werden, wie sie ausliegen. Es sei denn, man hat über vorherige Spielzüge bereits als Joker einen Zapfen erhalten. Dieser kann gegen die Möglichkeit eingetauscht werden, aus den ausliegenden Kombinationen individuell zwei Plättchen zu wählen.
Die eigene Landschaft besteht also immer aus dem Startplättchen, das durch seine drei Felder auch zusätzliche Kombinationsmöglichkeiten bietet, und den im Laufe des Spiels gewählten Plättchen und Tieren.
Nach Beenden eines Zuges wird die Auslage sofort wieder aufgefüllt, so dass der/die nächste Mitsspielende wieder vier Kombinationen zur Auswahl hat.
Das Spiel besteht immer aus 20 Spielzügen pro Person und ist zu Ende, wenn keine Spielplättchen mehr nachgelegt werden können. Dann wird mit der Punktewertung begonnen.

## Zielgruppe und Einschätzung
Die Regeln sind einfach und benötigen nur eine kurze Einführung, was einen schnellen Spielstart erlaubt. Konzipiert wurde Cascadia als Familienspiel und kann durch seine Varianten mit verschiedenen Schwierigkeitsgraden aber verschiedene Schwierigkeitsgrade ermöglichen.

## Erweiterungen
Zeitgleich mit Veröffentlichung des Hauptspiels erschien außerdem eine Mini-Erweiterung. Diese besteht aus fünf Promokarten, einer Wertungskarte je Tierart. Hierdurch entstehen neue Anordnungsoptionen.

### Cascadia Landmarks
Die Erweiterung Cascadia Landmarks wurde im Folgejahr der Veröffentlichung der deutschen Version angekündigt. Diese erweitert das Spiel um:
- zusätzliches Material damit bis zu 6 Personen spielen können
- neues Element „Landmarken“ mit hölzernen 3D-Natursymbolen der Landschaftstypen aus Holz und einem zusätzlichen Wertungsprinzip
- neue Wertungskarten für Tiere
- neue Solo-Kampagne

### Cascadia: Rolling Hills und Rolling Rivers
2024 erschienen zwei selbständig spielbaren Roll & Write Varianten von Cascadia: Rolling Hills und Rolling Rivers. Sie sind jeweils einzeln oder zusammen spielbar für 1 bis 4 Personen. Wie bei allen Roll & Write-Spielen gilt es, Würfel-Ergebnisse in einen Spielplan einzuzeichnen. Die Landschaften sind auf einem Block vorgegeben, die Tiere werden gewürfelt, wobei ein Teil der Tiere für alle Mitspielenden gelten und andere von jedem selbst gewürfelt werden. Zugleich liegen Blöcke verschiedener Schwierigkeitsgrade bei.

## Rezeption und Auszeichnungen
Das Spiel wurde auf mehreren Plattformen positiv bis durchschnittlich bewertet.
Udo Bartsch bezeichnet das Spiel in seinem Blog Rezensionen für Millionen als „solide“, da Cascadia ein top-solides und schön gestaltetes Spiel sei, dem es aber an Reibungspunkten zwischen den Spielern fehle. Mit vier Spielern verliere es zudem weiter an Spielreiz und werde kopflastig und unplanbar.
Alexandra Schlüter lobt im Fairplay-Magazin das gute Material und die Zugänglichkeit des Spiels für unterschiedlichste Spielertypen. Zudem sei es gerade für Nichtspieler ein Zugang zum Brettspiel-Hobby. Eike Risto charakterisierte das Spiel im August 2022 bei WDR 2 als eines der „Spiele, die Familien und Vielspieler gleichermaßen begeistern können“ und bezeichnete es als „Volltreffer“. Er empfiehlt es vor allem für Spieler, die „beim Spielen Verstand und Bauchgefühl unter einen Hut bringen [können] und Freude an der Tier- und Naturthematik“ haben.
Cascadia erhielt 2022 den Kritikerpreis Spiel des Jahres und setzte sich damit gegen die ebenfalls nominierten Spiele Top Ten und Scout durch. Bei der Wahl zum Deutschen Spielepreis wurde es auf den zweiten Platz nach Arche Nova gewählt.